# Парламентская ассамблея франкоязычных стран
Парламентская ассамблея франкоязычных стран (фр. Assemblée parlementaire de la francophonie, APF) – консультативный орган Международной организации франкоязычных стран (фр. Organisation internationale de la Francophonie, OIF).

## Штаб-квартира
Штаб-квартира Парламентской ассамблеи франкоязычных стран, именовавшейся ранее «Международная ассамблея парламентариев франкоязычных парламентариев», находится в Париже.

## Дата основания
В мае 1967 в Люксембурге состоялась учредительная ассамблея Международной ассоциации парламентариев франкоязычных стран. На то время она объединяла делегатов 23 парламентов стран Африки, Америки, Азии, Европы и Океании.
Парламентская ассамблея франкоязычных стран – единственная межпарламентская организация франкоязычных стран, признанная Хартией франкоязычных стран.

## Цели
Парламентская ассамблея франкоязычных стран – является форумом для обсуждений, выдвижения предложений и обмена информацией по всем вопросам, представляющим взаимный интерес для его членов. Она участвует в институциональном жизни франкоговорящих стран, формулируя выводы и рекомендации в адрес конференции на уровне министров франкоязычных стран и Международной организации франкоязычных стран, глав государств и правительств стран, использующих французский язык. Она выступает перед главами государств в ходе встреч на высшем уровне франкоязычных стран. Она инициирует и осуществляет меры в областях межпарламентского сотрудничества и развития демократии. Ее деятельность направлена на укрепление солидарности между парламентскими учреждениями и на развитие демократии и правового государства, в частности в рамках франко-язычного сообщества.
Парламентская ассамблея франкоязычных стран проводит важную аналитическую работу по таким темам, как политические права и свободы, парламенты и коммуникация, экономическое пространство франкоязычных стран и децентрализованное сотрудничество, а также образования, препятствий на пути распространения знаний в франкоязычных странах, роли французского языка в международном сотрудничестве. Ассамблея формулирует свои рекомендации на основе докладов, подготовленных ее комиссиями.

## Членство
Парламентская ассамблея франкоязычных стран объединяет 73 парламента и ассамблеи стран Африки, Северной и Южной Америки, Ближнего Востока, Азии и Океании.
В работе Парламентской ассамблеи франкоязычных стран принимают участие представители парламентов и организаций франкоязычных стран в составе:
- 54 постоянных члена;
- 14 ассоциированных членов;
- 19 наблюдателей.[1]

### Постоянные члены
- Армения
- Бельгия (Валлония)
- Бенин
- Буркина-Фасо
- Бурунди
- Камбоджа
- Камерун
- Канада
- Кабо-Верде
- Коморы
- Республика Конго
- ДР Конго
- Кот-д’Ивуар
- Египет
- Франция
- Габон
- Греция
- Гвинея
- Гвинея-Бисау
- Экваториальная Гвинея
- Гаити
- Джерси
- Юра (кантон)
- Лаос
- Ливан
- Люксембург
- Мадагаскар
- Мали
- Манитоба
- Марокко
- Маврикий
- Мавритания
- Монако
- Нигер
- Нью-Брансуик
- Новая Шотландия
- Онтарио
- Квебек
- Сирия
- ЦАР
- Румыния
- Руанда
- Сенегал
- Сейшельские Острова
- Швейцария
- Чад
- Того
- Тунис
- Во (кантон)
- Вануату
- Валле-д’Аоста
- Вьетнам [2]

### Ассоциированные члены
- Албания
- Альберта
- Андорра
- Болгария
- Британская Колумбия
- Северная Македония
- Женева
- Венгрия
- Остров Принца Эдуарда
- Литва
- Молдова
- Польша
- Саскачеван
- Вале (кантон)[3]

### Наблюдатели
- Босния и Герцеговина
- Хорватия
- Грузия
- Латвия
- Косово
- Мексика
- Остров Мэн
- Чехия
- Сербия
- Нью-Гэмпшир
- Луизиана
- Каталония

- Экономическое сообщество стран Западной Африки (фр. Communauté Économique des États de l'Afrique de l'ouest CEDEAO) (Parlement)
- Экономическое и валютное сообщество Центральной Африки (фр. Communauté économique et monétaire de l'Afrique centrale, CEMAC) (Parlement de la)
- Парламентская конфедерация Америк (англ. Parliamentary Confederation of the Americas, COPA)
- Форум франкоязычных стран Европейского парламента (фр. Forum des francophones du Parlement européen)
- Парламентская консультативный совет Бенилюкса (англ. Benelux Consultative Interparliamentary Council Benelux)
- Пан-Американский парламент (англ. Pan-African Parliament)
- Западноафриканский экономический и валютный союз (англ. Западноафриканский экономический и валютный союз, UEMOA)[4]

## Структура
В состав Парламентской ассамблеи франкоязычных стран входят представители парламентов и ассамблей, которые осуществляют законодательную власть в странах или сообществах, которые полностью или частично говорят на французском языке.
Органами Ассамблеи являются:
- «Пленарная ассамблея», очередные сессии которой проводятся ежегодно.[5] Проведено 43 сессии;
- «Президиум», в состав которого входят от 10 до 18 избранных членов, представляющих членов секций, в том числе Председатель, первый заместитель Председателя, заместители Председателя и казначей. Срок их полномочий заканчивается в конце второй сессии, следующей за той, на которой они были избраны;
- «Постоянное представительство Президиума»;
- «Генеральный секретариат», что работает под руководством парламентского «Генерального секретаря»;
- 4 «постоянные комиссии»:
  - «Комиссия по вопросам политики», предметом деятельности которого является рассмотрение вопросов политики и верховенства права в содружества франкоязычных стран, отношения с учреждениями франкоязычного сообщества, общие ориентиры Ассамблеи, а также другие правовые вопросы её деятельности;[6]
  - «Комиссия по вопросам образования, коммуникации и культуры», которая рассматривает вопросы, связанные с использованием французского языка в культуре, образовании, обучения, связи, аудиовизуальных средствах массовой информации и в сфере информационно-коммуникационных технологий;[7]
  - «Комиссия по парламентским вопросам», которая отвечает за изучение парламентских вопросов, представляющих общий интерес, общих руководящих принципов для межпарламентского сотрудничества, правовых вопросов в сфере франкоязычных связей, прав и свобод и развития демократии;[8]
  - «Комиссия по вопросам сотрудничества и развития», которая рассматривает вопросы, связанные с человеческим развитием (здоровья, населения и бедность), устойчивого развития (окружающая среда, энергетика и сельское хозяйство) и экономического развития с точки зрения сотрудничества, демократии и солидарности.[9]
- «региональные ассамблеи», которые отвечают за выполнение задач Ассамблеи в конкретном региональном контексте;
- «сеть женщин-парламентариев».[10]

## Бюджет
Бюджет формируются за счет: взносов парламентов, которые являются ее членами, субсидий Международной организации франкоязычных стран и Министерства иностранных дел Франции. Бюджет утверждается Президиумом. В положении о финансах определенные формы управления финансами Организации и указаны все положения, касающиеся такого управления.

## Официальные языки
Официальным языком АПФ является французский.

## Отношения с организациями системы Организации Объединенных Наций
АПФ тесно сотрудничает с несколькими организациями системы Организации Объединенных Наций, в частности с:
- Детским фондом Организации Объединенных Наций (ЮНИСЕФ);
- Программой развития Организации Объединенных Наций (ПРООН);
- Объединённой программой Организации Объединенных Наций по ВИЧ / СПИД (ЮНЭЙДС);
- Всемирной торговой организацией (ВТО);
- Всемирной организацией здравоохранения (ВОЗ);
- Всемирным банком.

## Публикации Ассамблеи
Издается газета «Письма Парламентской ассамблеи франкоязычных стран»  – 6 раз в год и информационный бюллетень «Parlements et Francophonie (ancienne Lettre de la Francophonie Parlementaire» Архивная копия от 21 сентября 2017 на Wayback Machine (2006-2013 издано 34 выпуска).